# Storckensohn
Storckensohn (deutsch Storkensauen) ist eine französische Gemeinde mit 187 Einwohnern (Stand 1. Januar 2022) im Département Haut-Rhin in der Region Grand Est (bis 2015 Elsass). Sie gehört zum Arrondissement Thann-Guebwiller, zum Kanton Cernay und ist Mitgliedsgemeinde des Kommunalverbandes Vallée de Saint-Amarin.

## Geografie
Die Gemeinde Storckensohn liegt in einem Seitental der Thur in den Vogesen nahe dem Col de Bussang. Das Gemeindegebiet ist Teil des Regionalen Naturparks Ballons des Vosges.

## Geschichte
Bis zur Französischen Revolution gehörte der Ort zum Amt Sankt Amarin (Vogtei Sankt Amarin) der Fürstabtei Murbach. Von 1871 bis zum Ende des Ersten Weltkrieges gehörte Storkensauen als Teil des Reichslandes Elsaß-Lothringen zum Deutschen Reich und war dem Kreis Thann im Bezirk Oberelsaß zugeordnet.

### Bevölkerungsentwicklung
| Jahr      | 1910 | 1962 | 1968 | 1975 | 1982 | 1990 | 1999 | 2007 | 2017 |
| Einwohner | 353  | 209  | 240  | 229  | 248  | 239  | 228  | 253  | 207  |

## Sehenswürdigkeiten
1732 wurde in Storckensohn eine mit Wasser angetriebene Mühle errichtet, die heute noch besteht.
|  |  |  |